# Tbilisskij rajon
Il Tbilisskij rajon (in russo Тбилисский район?) è un rajon del Kraj di Krasnodar, nella Russia europea.